# Hildebrand Zollner
Hildebrand Zollner († 7. Januar 1414) war von 1401 bis 1403 Abt des Benediktinerklosters in Münsterschwarzach. Er wird allerdings als solcher lediglich in der Abtsreihe von Heinrich Wagner genannt und taucht in den anderen Darstellungen nicht auf. Er wurde vom Konvent als Gegenabt zu Kraft von Buchheim genannt von Bieberehren ernannt, konnte sich allerdings nicht durchsetzen.

## Münsterschwarzach vor Zollner
Das 14. Jahrhundert ist in Münsterschwarzach von mehreren Spaltungen des Konvents des Klosters geprägt. Zum ersten Mal geschah dies im Jahr 1317, als zwei Äbte gleichen Namens miteinander stritten. Letztendlich konnte Konrad I. Zobel siegen und wurde mit der Abtei belehnt. Das zweite Schisma erlebte die Abtei im Jahr 1374 als ein Jahr lang zwei Äbte dem Kloster vorstanden. Hier war es Konrad IV. von Maienfels, der siegreich aus dem Streit hervorging.

## Leben
Über Abt Hildebrand Zollner fließen die Quellen nur spärlich. Dies ist auf die Kürze seiner Amtszeit und die Gründe seiner Abtserhebung zurückzuführen: Im Jahr 1401 plante der Konvent den gewählten Abt Kraft von Buchheim loszuwerden und wählte einstimmig Hildebrand Zollner zum neuen Prälaten. Bischof Johann I. von Egloffstein entschied sich jedoch dafür, weiterhin an Kraft als Abt festzuhalten. Hildebrand Zollner wurde mit der Propstei in Dimbach abgefunden. Er starb an einem 7. Januar wohl im Jahr 1414.